# 야나이즈촌
야나이즈촌(일본어: 柳津村)은 일본 히로시마현 누마쿠마군에 있던 촌이다. 현재의 후쿠야마시 혼고정에 해당한다.